# Musée du Cheval Chantilly
Das Musée du Cheval (auch Musée vivant du Cheval, deutsch: „lebendiges Pferdemuseum“) ist ein Pferdemuseum im Großen Marstall (fr: Grandes Écuries) des Schlosses von Chantilly in Frankreich.
Das Pferdemuseum verteilt sich auf 15 Säle im Remisenhof. Dort wird die Beziehung zwischen Mensch und Pferd seit Beginn der Zivilisation dargestellt. Das Museum zeigt, wie wichtig Pferde für Handel, Transport, Krieg, Jagd und Freizeit waren. Es werden regelmäßig Pferdeshows mit historischem Setting aufgeführt.

## Geschichte

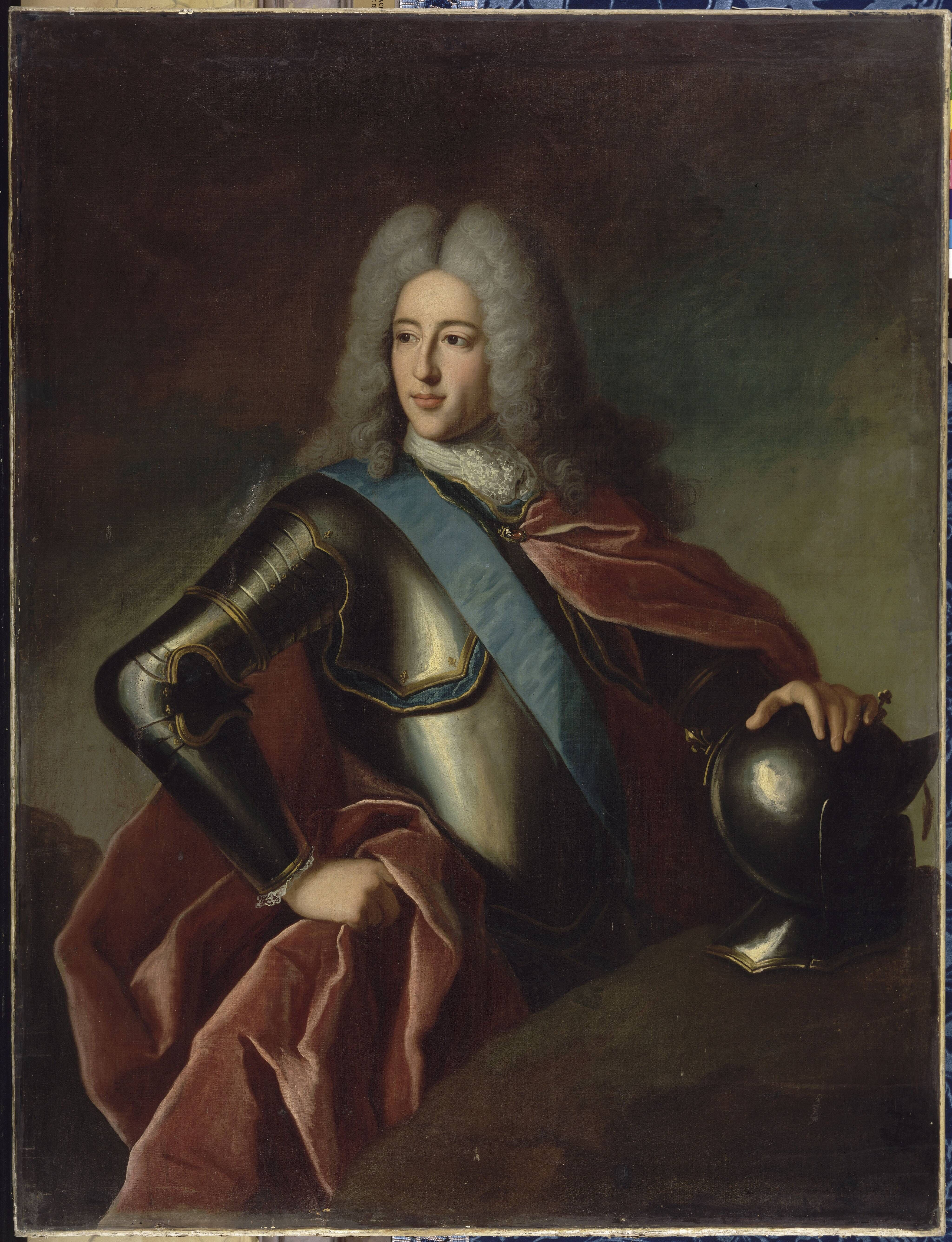
Louis Henri de Bourbon veranlasste den Bau

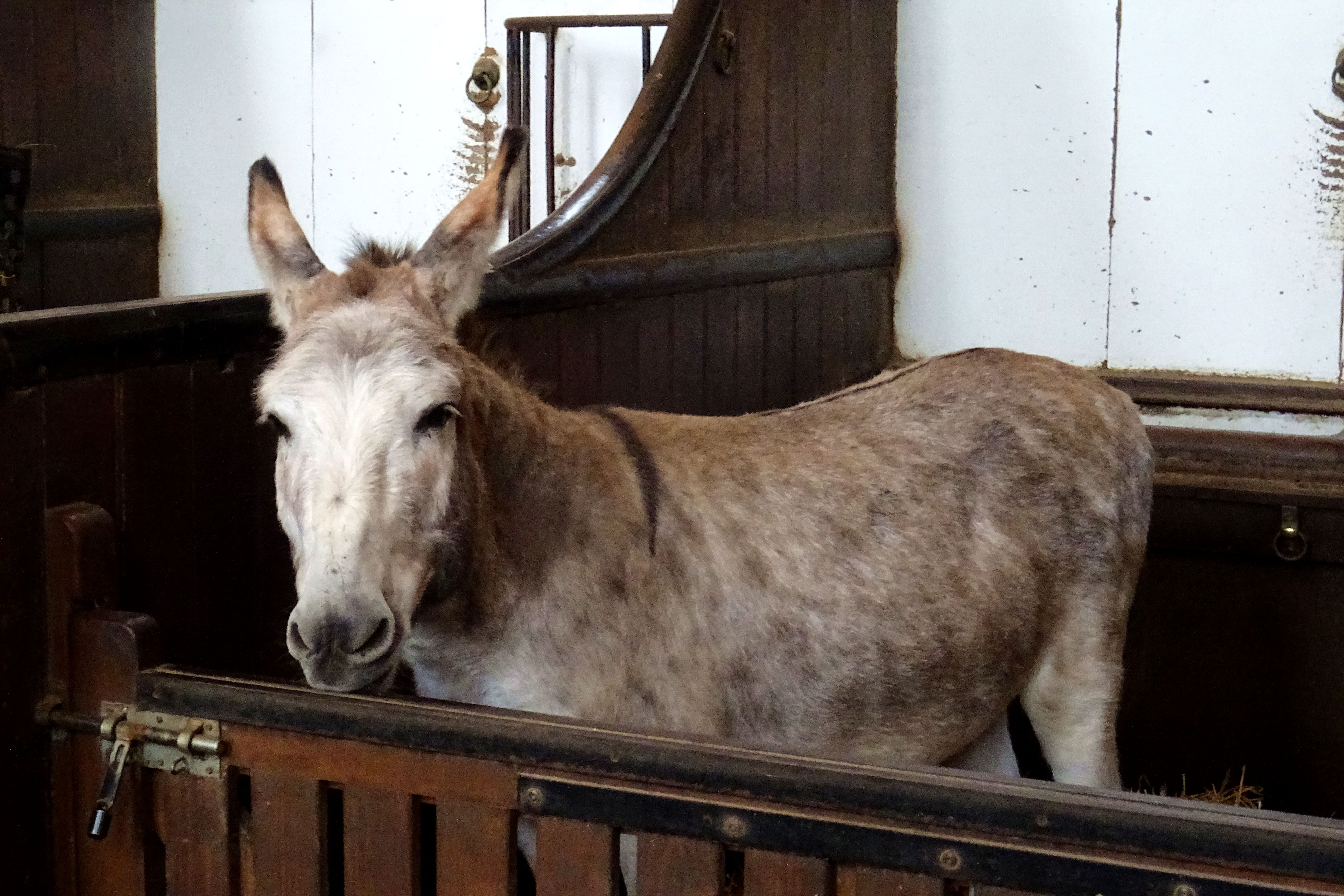
Musée vivant du Cheval, Normannischer Eselwallach „Pirate“

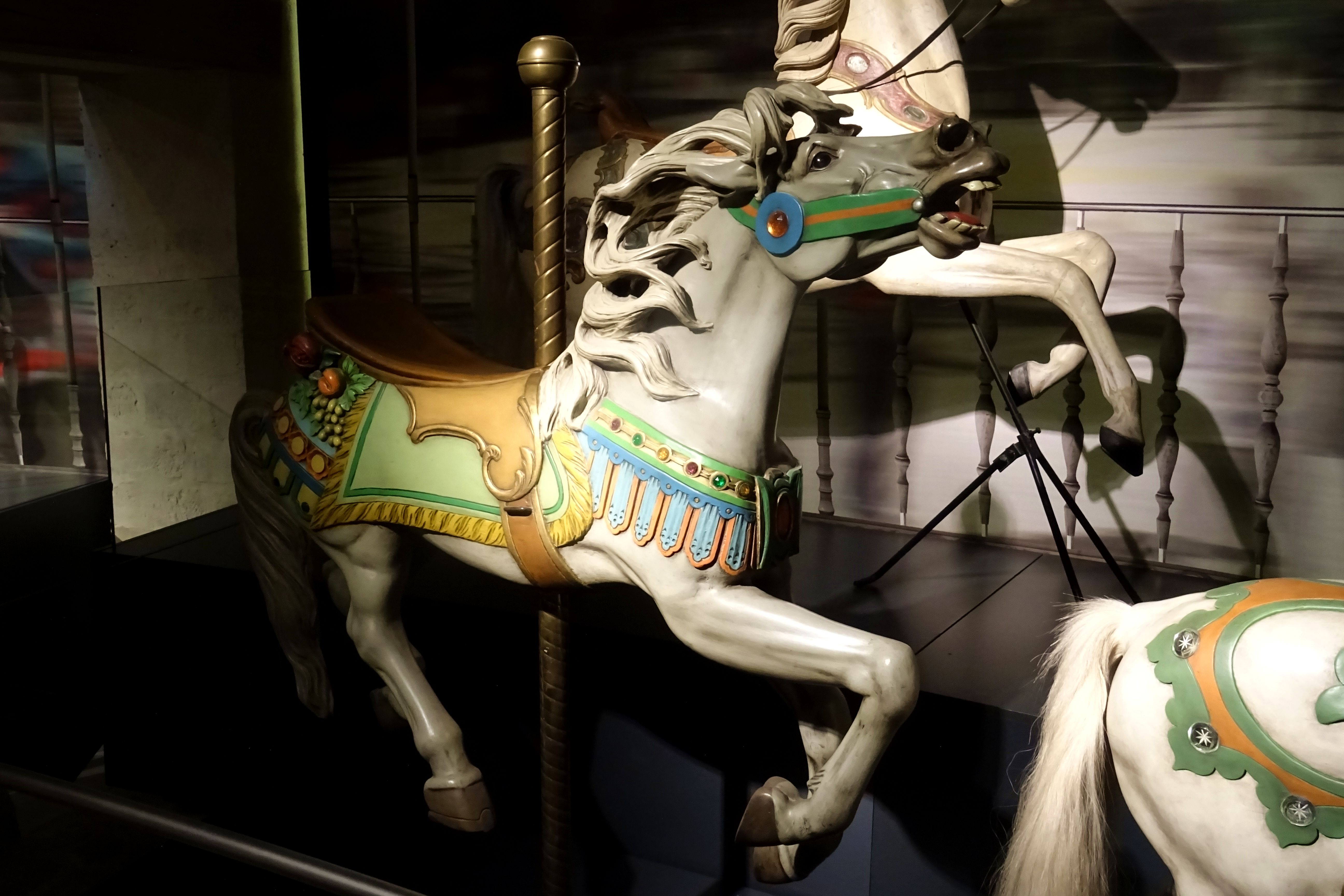
Karussellpferd, Rhode Island, um 1902

Der Große Marstall wurde von dem Architekten Jean Aubert zwischen 1719 und 1735 auf Wunsch des siebten Bourbon-Condé, Louis Henri de Bourbon, erbaut. Der Legende nach glaubte er, als Pferd wiedergeboren zu werden. Deshalb wollte er einen Marstall, der seinem Stand würdig war. Der Große Marstall beherbergte zu jener Zeit 240 Pferde und 500 Hunde, die in verschiedenen Meuten für die täglichen Jagden, die das ganze Jahr über stattfanden, eingeteilt waren.
Das Institut de France suchte für den Großen Marstall ein neues Nutzungskonzept. Yves Bienaimé, der vormals in Pferdesportanlagen investiert hatte, erhielt den Zuschlag für den Pachtvertrag. Der Große Marstall wurde daraufhin für die Restaurierung fünf Monate geschlossen. Am 6. Juni 1982 öffnete das Pferdemuseum Musée vivant du cheval seine Pforten. Dem Publikum wurden damals Ausstellungen zehn Räume gezeigt, die aus persönlichen Sammlungen zusammengestellt wurden. Das große Langhaus, das damals die Reithalle eines Reitvereins war, wurde zum Aushängeschild der Pferdesportdisziplinen, und etwa fünfzehn Pferde wurden in den Boxen des Herzogs von Aumale präsentiert.
Karim Aga Khan IV. initiierte die Stiftung für den Schutz und die Entwicklung der Domäne Chantilly und statte sie finanziell aus.   2007 wurde das Musée vivant du cheval an die Stiftung abgetreten. Sophie Bienaimé, die Tochter des Museumsgründers, ist künstlerische Leiterin der Aufführungen im Musée vivant du cheval.
Das alte Pferdemuseum wurde Anfang 2009 für Renovierungsarbeiten geschlossen, neue Tribünen errichtet und die zentrale Reitbahn vergrößert. Die große Kuppel des Marstalls wurde im Laufe des Jahres 2009 wiedereröffnet. Auch die übrigen Museumsräume wurden komplett neu gestaltet.
Am 16. Juni 2013 wurde das Musée vivant du cheval vollständig wiedereröffnet.

## Musée vivant du cheval

### Rundgang
Die Sammlungen stammen unter anderem aus den Beständen des Musée Condé und aus privaten Sammlungen. Sie zeigen, wie verschiedene Pferde eingesetzt und verwendet wurden. Die Ausstellung zeigt die Domestizierung des Pferdes, die Pferderassen der Welt, chinesische Zeremonialpferde aus dem 6. Jahrhundert sowie Karussellpferde aus den 1930er Jahren. Im Saal mit Sattelzeug sind verschiedene Sättel ausgestellt, darunter mittelalterliche Damensättel und Westernsättel, sowie historische Geschirre. Sehenswert ist sowohl die Sammlung böhmischer Glasvasen aus dem 19. Jahrhundert, auf denen Pferde dargestellt sind, als auch die Reihe alter Bücher zum Thema Pferd. An mehreren Terminals kann man in den Büchern blättern. Den Pferderennen von Chantilly sind zwei Säle gewidmet. Ein Video zeigt, wie unterschiedlich die Jockeys im Laufe der Zeit auf dem Pferd saßen. Zu sehen sind auch die Kutschen der Kaiserin und des Herzogs von Bourbon. Ein weiterer Saal ist den Handwerken des Sattlers und des Hufschmieds gewidmet. Für Kinder gibt es Mitmach- und Spielangebote.

### Shows und Pferde
Eine Stuntgruppe führt regelmäßig Pferdeshows mit Elementen der Hohen Schule in der kleinen Manege unter der hohen Kuppel des Großen Marstalls auf. Es finden aber auch fast täglich kurze Reitvorführungen statt, in denen gezeigt wird, wie Pferde ausgebildet werden und beispielsweise Tricks wie das Kompliment erlernen.
Der Große Marstall verfügt über Reitplätze im Hof. In den Ställen des Großen Marstalls stehen etwa 40 Pferde, Esel und Ponys, überwiegend überwiegend Lusitanos und Andalusier, aber auch Araber und Arabofriesen. Es gibt Escape Games, bei denen beispielsweise ein historischer Kriminalfall gelöst werden muss.

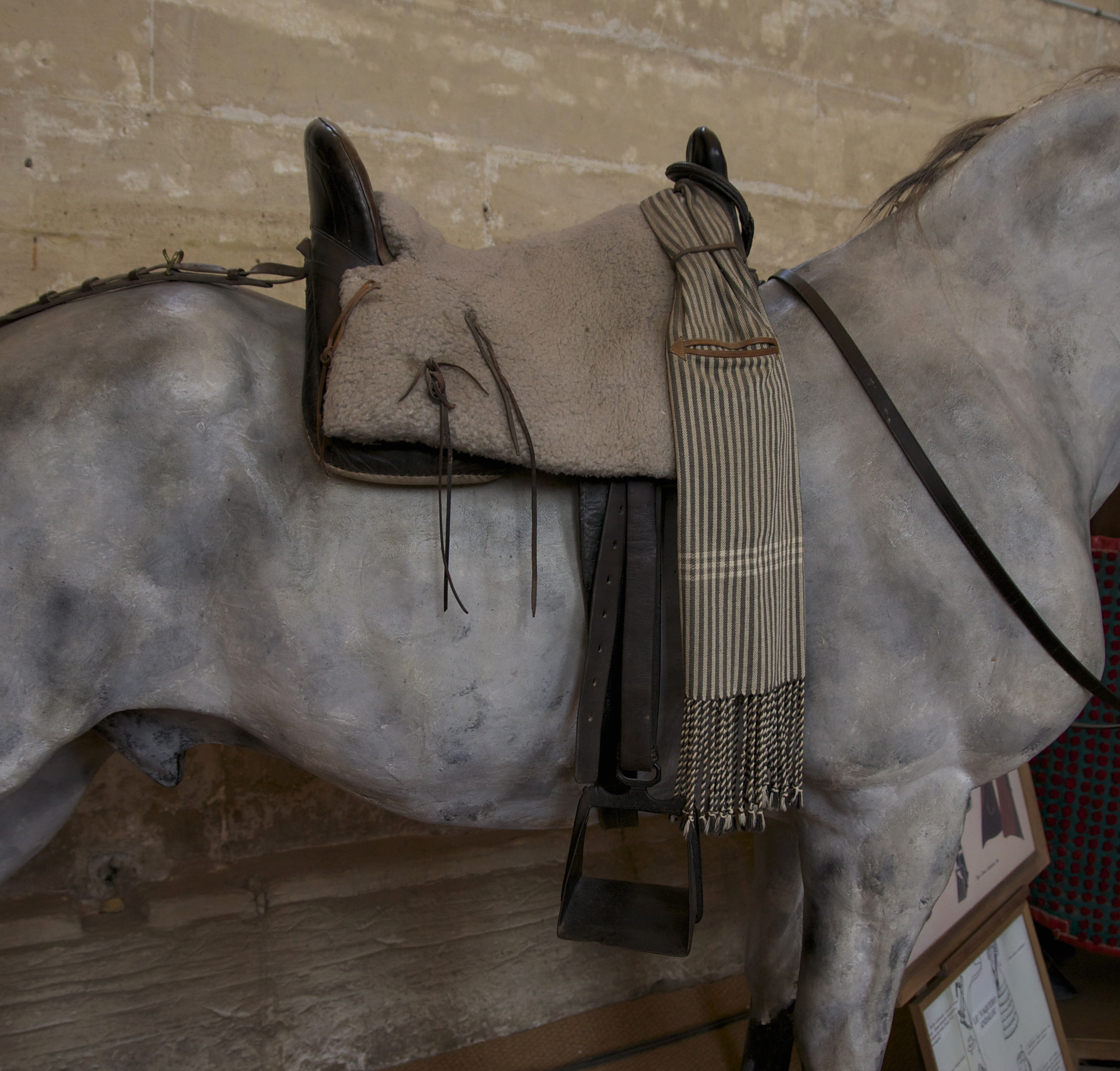
Vaquero-Sattel
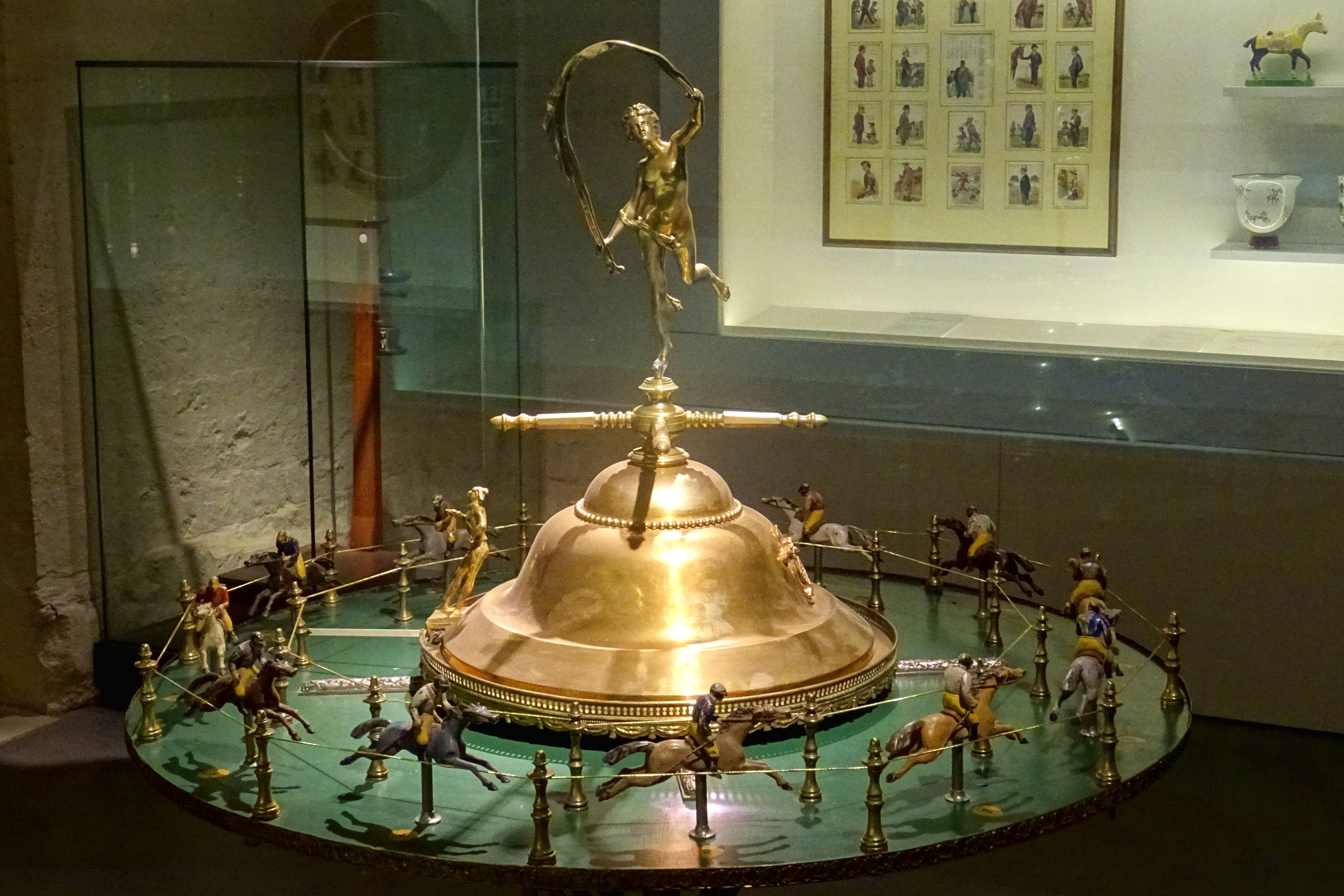
Pferderennen, Ende des 19. Jahrhunderts
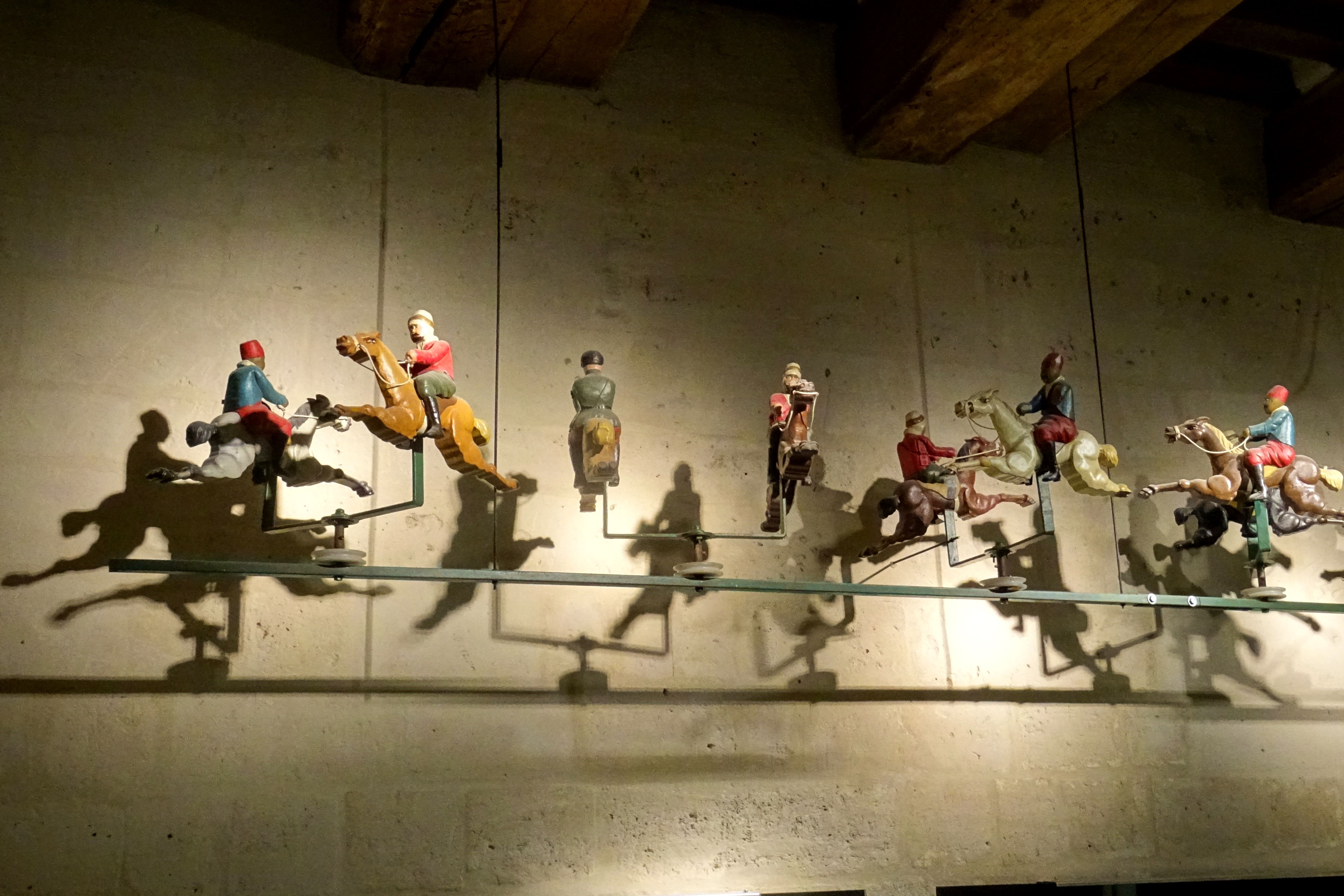
Geschicklichkeitsspiel für Jahrmärkte
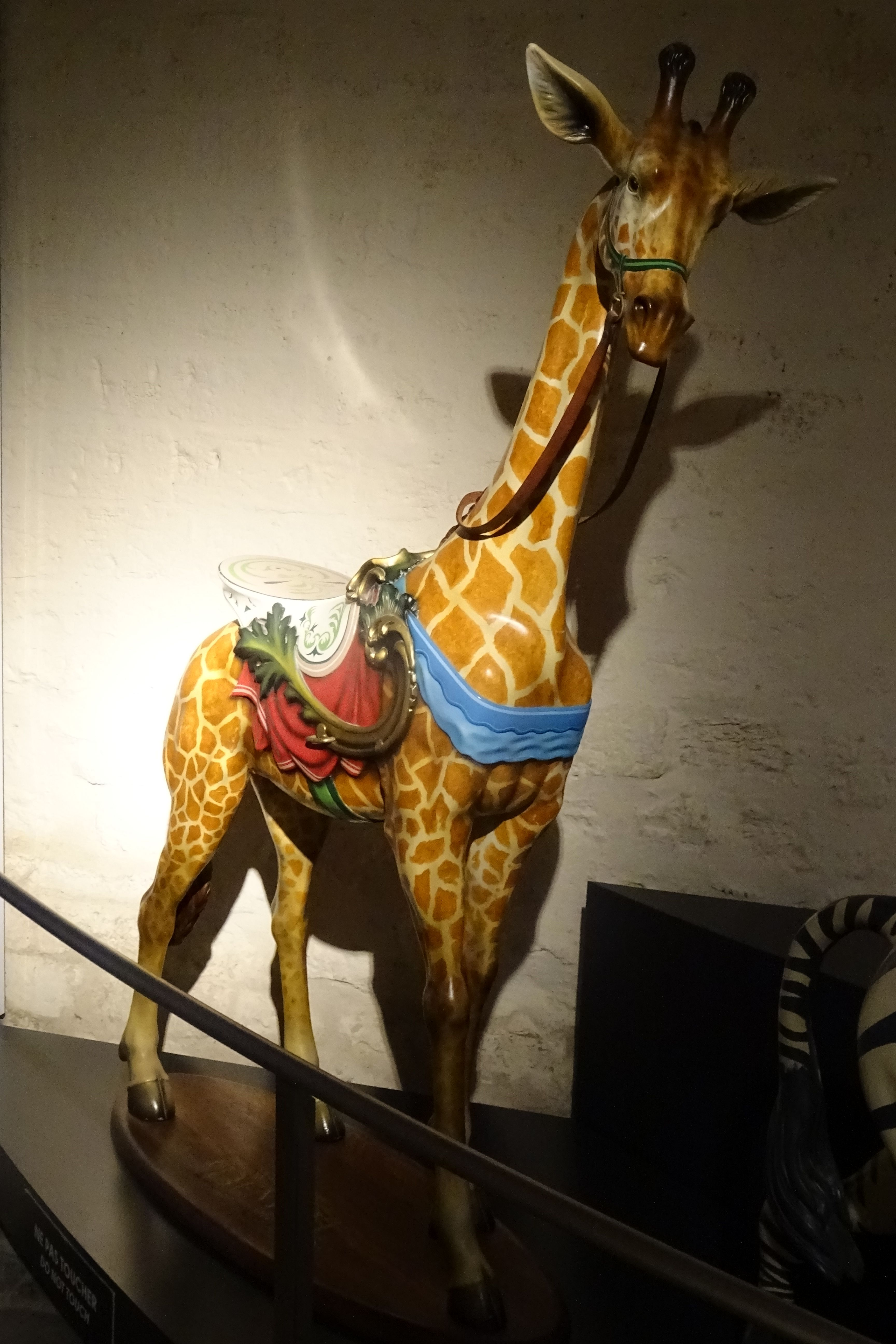
Karussell-Giraffe, Philadelphia, um 1900
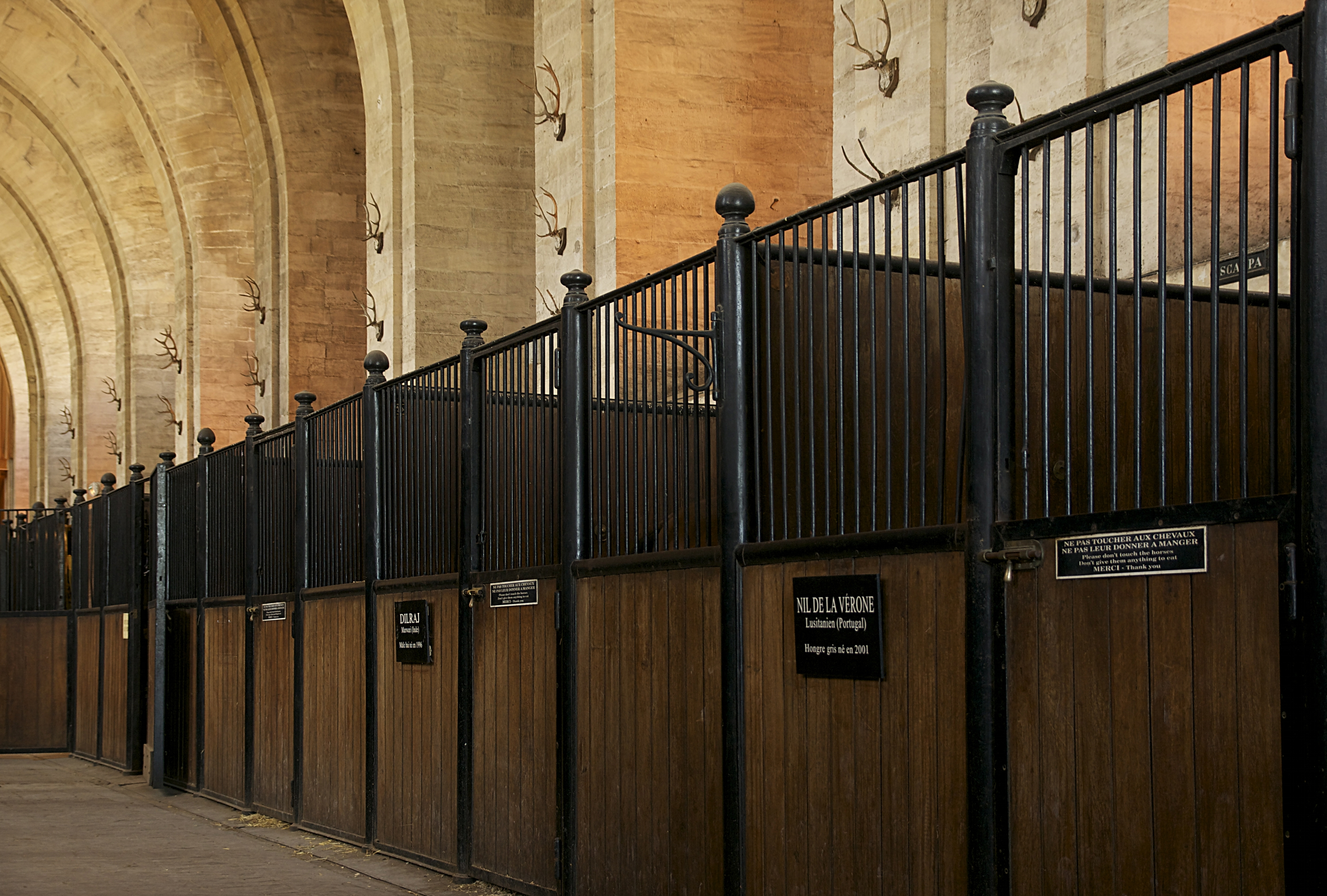
Großer Marstall, Pferdeboxen

## Video
- Das Geheimnis von Schloss Chantilly auf ZDFinfo vom 5. März 2021; 43 Minuten; verfügbar bis 1. Januar 2024.